# پالی برگن
پالی برگن (انگلیسی: Polly Bergen؛ زادهٔ ۱۴ ژوئیهٔ ۱۹۳۰ – درگذشته ۲۰ سپتامبر ۲۰۱۴) هنرپیشه و نوازنده اهل ایالات متحده آمریکا بود. وی از سال ۱۹۴۹ ۲۰۱۲ میلادی مشغول فعالیت بود. از فیلم‌هایی که وی در آن نقش داشت، می‌توان به گریان، آشپز هنگ، ساختن آقای مطلوب و دکتر جکیل و خانم هاید اشاره کرد.

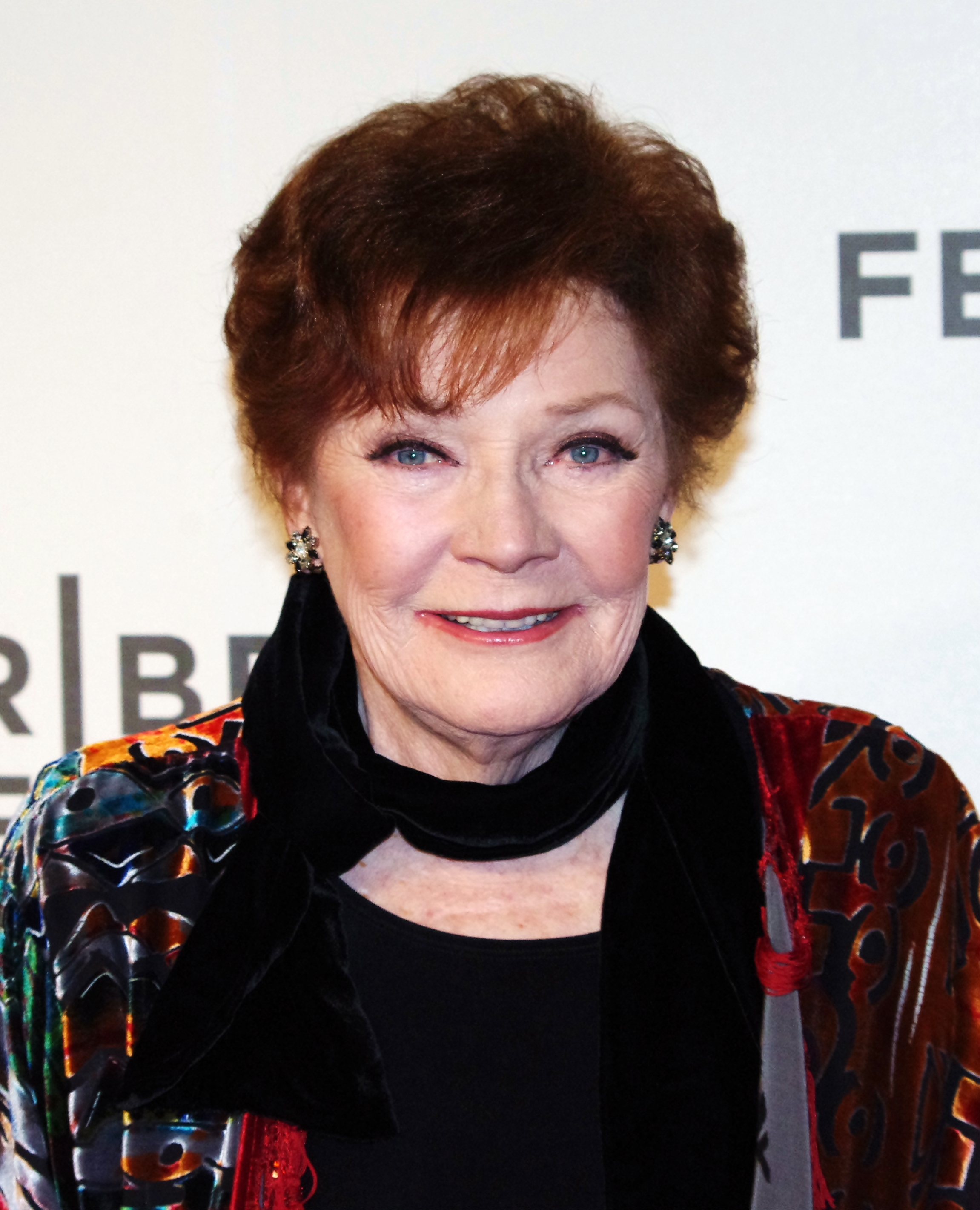
پالی برگن در سال ۲۰۱۲